# River Colne (Themse)
Der River Colne ist ein Wasserlauf in England. Er entsteht in Hertfordshire westlich von Welham Green. Er fließt zunächst in nördlicher Richtung, wendet sich bei Colney Heath jedoch in eine südwestliche Richtung. Er fließt durch Watford und im Südwesten von Rickmansworth wendet er sich nach Süden. Sein Lauf bildet dabei zunächst streckenweise die Grenze von Hertfordshire und Greater London und dann streckenweise die Grenze von Greater London und Buckinghamshire. Er überquert die Grenze zu Surrey an der südwestlichen Ecke des Flughafens Heathrow in dessen Westen er fließt und mündet in Staines in die Themse.
Der Lauf des Colne ist von zahlreichen Nebenarmen und verschiedenen Abflüsse gekennzeichnet. Zu diesen gehören:
- River Ash (Abfluss)
- Colne Brook (Abfluss)
- Longford River (Abfluss)
- Duke of Northumberland’s River (Abfluss)
- Fray’s River (Nebenarm)
- Wraysbury River (Nebenarm)